# A betörés nagymestere
A betörés nagymestere (eredeti cím: Les Spécialistes)  1985-ben bemutatott francia bűnügyi film.

## Cselekménye
|  | Alább a cselekmény részletei következnek! |

Egy átszállítás alkalmával két elítélt, Paul Brandon, és mivel össze vannak bilincselve, Stéphane Carella is megszökik. Egy fiatal nő, Laura akad útjukba, akinek férjét megölték a rendőrök, ezért segít nekik. Paul azzal az ötlettel áll elő, hogy ki akarja rabolni egy kaszinó széfjét a Riviérán. Carella nem akar vele menni, mert szerinte a maffia pénzéről van szó, és ők a rablók nyomában lesznek. A lokál tulajdonosa, Mazzetti valóban a maffia számára dolgozik.
Brandon és Carella a biztosító biztonsági embereinek adják ki magukat, így megmutatják nekik a széfhez vezető akadályokat (különös tekintettel a távozásra).
Carella végül vállalja a betörést, annak ellenére, hogy kiderül: Paul valójában rendőr.
Bravúros módon betörnek a bankba, majd a pénzzel együtt hasonló leleményességgel távoznak. A maffia üldözi őket. Mazzettit a maffia kivégzi, de a többi emberüket Paul legázolja egy hatalmas dömperrel. Paul beolvas a főnökének, aki csak fel akarta használni őt a maga hasznára.
Paul Brandon és Stéphane Carella a pénzzel együtt menekülnek egy tehervonaton Olaszország felé.
|  | Itt a vége a cselekmény részletezésének! |

## Szereposztás
- Bernard Giraudeau (Végvári Tamás) : Paul Brandon, a rendőrség beépített ügynöke
- Gérard Lanvin (Szakácsi Sándor): Stéphane Carella, „a betörés nagymestere”
- Christiane Jean : Laura
- Maurice Barrier : Kovacs
- Daniel Jégou : a kaszinó igazgatója
- Bertie Cortez : Mazetti
- Christian Bianchi
- Jean-Luc Debrie
- William Doherty
- Bernard Hervé
- Salvatore Ingoglia
- Philippe Lehembre
- Patrick Massieu
- Jacques Nolot : csendőrfőnök
- Gerard Parachou
- Frédéric Pieretti
- Philippe Sarnin
- Norman Stokle
- Jean Toscan
- Jesse Joe Walsh
- Georges Zsiga

## Fordítás
- Ez a szócikk részben vagy egészben  a   Les Spécialistes című francia Wikipédia-szócikk fordításán alapul.  Az eredeti cikk szerkesztőit annak laptörténete sorolja fel. Ez a jelzés csupán a megfogalmazás eredetét és a szerzői jogokat jelzi, nem szolgál a cikkben szereplő információk forrásmegjelöléseként.